# Coleophora subochrea
Coleophora subochrea é uma espécie de mariposa do gênero Coleophora pertencente à família Coleophoridae.